# Formosia gemmata
Formosia gemmata là một loài ruồi trong họ Tachinidae.